# 2010년 아시안 게임 펜싱
2010년 아시안 게임 펜싱은 2010년 아시안 게임의 경기 종목이다. 2010년 11월 18일부터 23일까지 남여 각 6개 세부 종목으로 진행되었다.

## 경기장
| 도시   | 경기장      | 원어명     | 로마자            | 수용 인원 | 경기    | 주석  |
| ------ | ----------- | ---------- | ----------------- | --------- | ------- | ----- |
| 광저우 | 광다 체육관 | 广大体育馆 | Guangda Gymnasium | 3,712     | 전 경기 | [ 1 ] |

## 메달 집계
| 순위 | 국가       | 금메달 | 은메달 | 동메달 | 합계 |
| ---- | ---------- | ------ | ------ | ------ | ---- |
| 1    | 대한민국   | 7      | 2      | 5      | 14   |
| 2    | 중국       | 4      | 4      | 8      | 16   |
| 3    | 일본       | 1      | 3      | 4      | 8    |
| 4    | 홍콩       | 0      | 2      | 5      | 7    |
| 5    | 카자흐스탄 | 0      | 1      | 2      | 3    |
| 합계 | 합계       | 12     | 12     | 24     | 48   |

## 메달리스트
| 종목                      | 금                    | 은                       | 동                                          |
| ------------------------- | --------------------- | ------------------------ | ------------------------------------------- |
| 남자 에페 개인전 자세히   | 김원진 대한민국 (KOR) | 리궈제 중국 (CHN)        | 인리안치 중국 (CHN) 니시다 쇼고 일본 (JPN)  |
| 남자 에페 단체전 자세히   | 대한민국 (KOR)        | 카자흐스탄 (KAZ)         | 중화인민공화국 (CHN) 일본 (JPN)             |
| 남자 플레뢰 개인전 자세히 | 최병철 대한민국 (KOR) | 층시우룬 홍콩 (HKG)      | 레이성 중국 (CHN) 오타 유키 일본 (JPN)      |
| 남자 플레뢰 단체전 자세히 | 중화인민공화국 (CHN)  | 일본 (JPN)               | 대한민국 (KOR) 홍콩 (HKG)                   |
| 남자 사브르 개인전 자세히 | 구본길 대한민국 (KOR) | 중만 중국 (CHN)          | 오은석 대한민국 (KOR) 왕징즈 중국 (CHN)     |
| 남자 사브르 단체전 자세히 | 중화인민공화국 (CHN)  | 대한민국 (KOR)           | 일본 (JPN) 카자흐스탄 (KAZ)                 |
| 여자 에페 개인전 자세히   | 뤄샤오쥐안 중국 (CHN) | 나카노 노조미 일본 (JPN) | 쉬안치 중국 (CHN) 영처이링 홍콩 (HKG)       |
| 여자 에페 단체전 자세히   | 일본 (JPN)            | 중화인민공화국 (CHN)     | 홍콩 (HKG) 대한민국 (KOR)                   |
| 여자 플레뢰 개인전 자세히 | 남현희 대한민국 (KOR) | 첸쥔얀 중국 (CHN)        | 전희숙 대한민국 (KOR) 다이후일리 중국 (CHN) |
| 여자 플레뢰 단체전 자세히 | 대한민국 (KOR)        | 일본 (JPN)               | 중화인민공화국 (CHN) 홍콩 (HKG)             |
| 여자 사브르 개인전 자세히 | 김혜림 대한민국 (KOR) | 아우신잉 홍콩 (HKG)      | 김금화 대한민국 (KOR) 탄쉐 중국 (CHN)       |
| 여자 사브르 단체전 자세히 | 중화인민공화국 (CHN)  | 대한민국 (KOR)           | 카자흐스탄 (KAZ) 홍콩 (HKG)                 |